# Сент-Андре-д’Алла
Сент-Андре́-д’Алла́ (фр. Saint-André-d'Allas) — коммуна во Франции, находится в регионе Аквитания. Департамент — Дордонь. Входит в состав кантона Сарла-ла-Канеда. Округ коммуны — Сарла-ла-Канеда.
Код INSEE коммуны — 24366.

## География

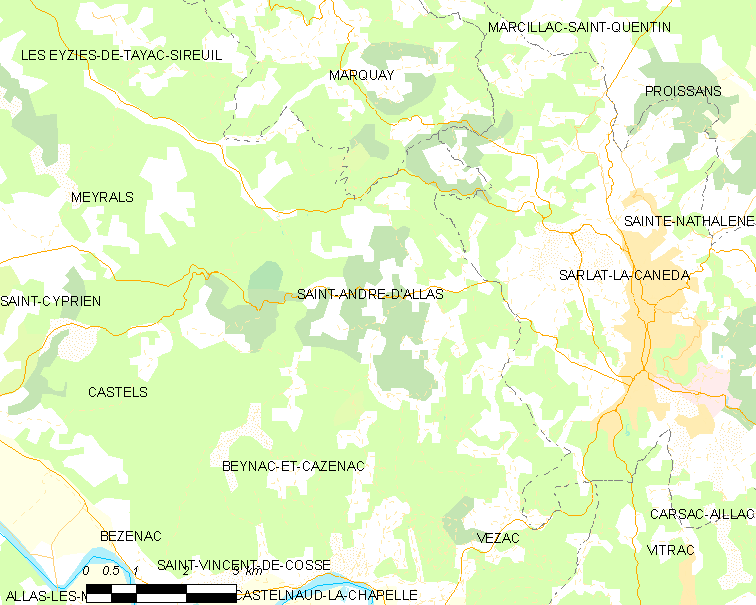
Карта коммуны

Коммуна расположена приблизительно в 450 км к югу от Парижа, в 140 км восточнее Бордо, в 50 км к юго-востоку от Перигё.

### Климат
Климат умеренный океанический со средним уровнем осадков, которые выпадают преимущественно зимой. Лето здесь долгое и тёплое, однако также довольно влажное, здесь не бывает регулярных периодов летней засухи. Средняя температура января — 5 °C, июля — 18 °C. Изредка вследствие стечения неблагоприятных погодных условий может наблюдаться непродолжительная засуха или случаются поздние заморозки. Климат меняется очень часто, как в течение сезона, так и год от года.

## Население
Население коммуны на 2010 год составляло 798 человек.
| 1962 | 1968 | 1975 | 1982 | 1990 | 1999 | 2010 |
| ---- | ---- | ---- | ---- | ---- | ---- | ---- |
| 393  | 355  | 351  | 444  | 529  | 592  | 798  |

## Администрация
| Период | Период | Фамилия        | Партия       | Примечания           |
| ------ | ------ | -------------- | ------------ | -------------------- |
| 1997   | 2014   | Ролан Мане     | беспартийный | почтальон, пенсионер |
| 2014   | 2020   | Патрик Салинье |              |                      |

## Экономика
В 2010 году среди 494 человек трудоспособного возраста (15-64 лет) 373 были экономически активными, 121 — неактивными (показатель активности — 75,5 %, в 1999 году было 69,6 %). Из 373 активных жителей работали 339 человек (175 мужчин и 164 женщины), безработных было 34 (14 мужчин и 20 женщин). Среди 121 неактивных 38 человек были учениками или студентами, 48 — пенсионерами, 35 были неактивными по другим причинам.

## Достопримечательности
- Церковь Св. Андрея (XIV век). Исторический памятник с 1926 года[5]
- Церковь Св. Варфоломея (XIII век). Исторический памятник с 1926 года[6]
- Замок Рок (XVIII век). Исторический памятник с 1948 года[7]

## Фотогалерея

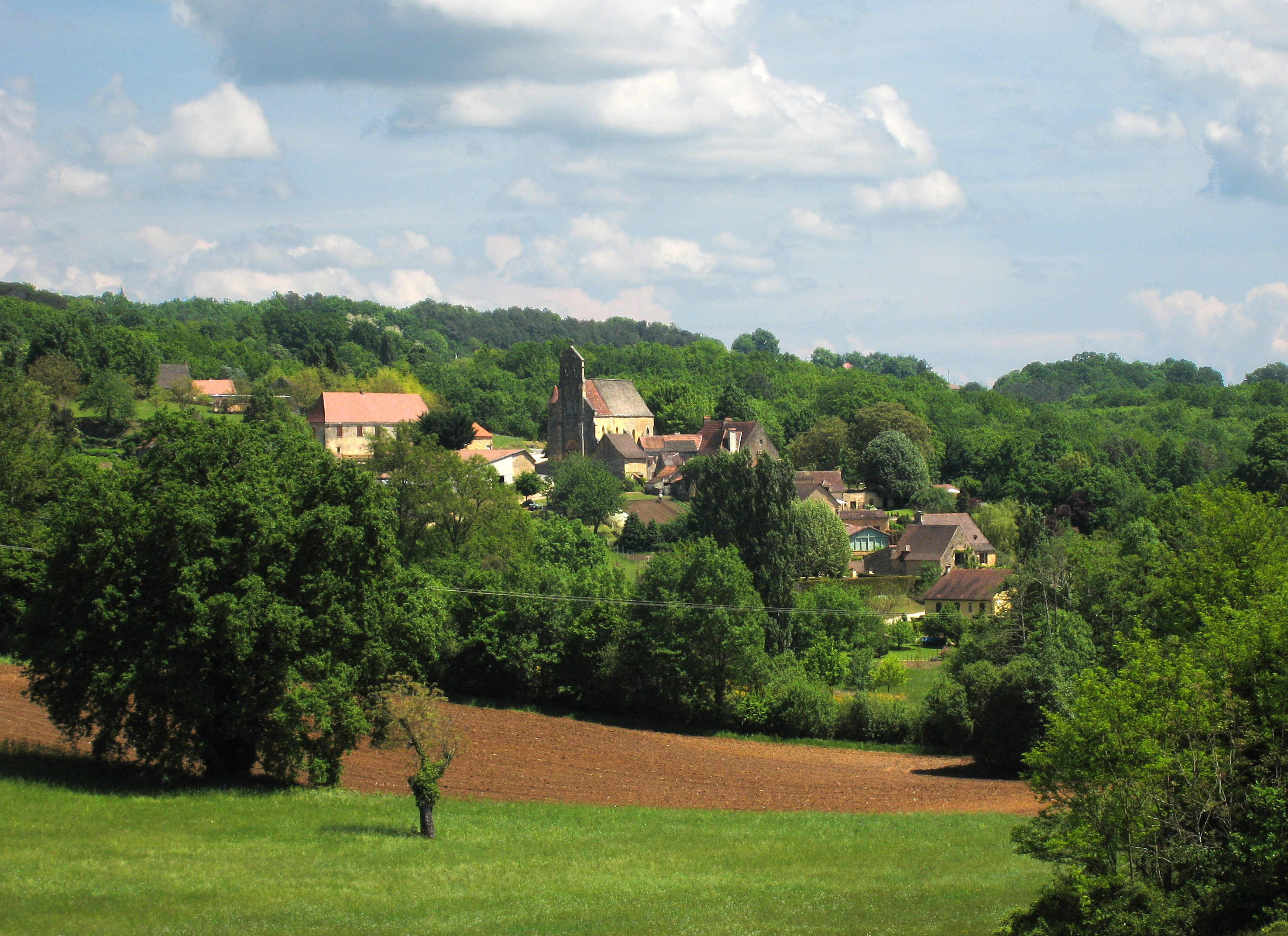
Сент-Андре-д’Алла
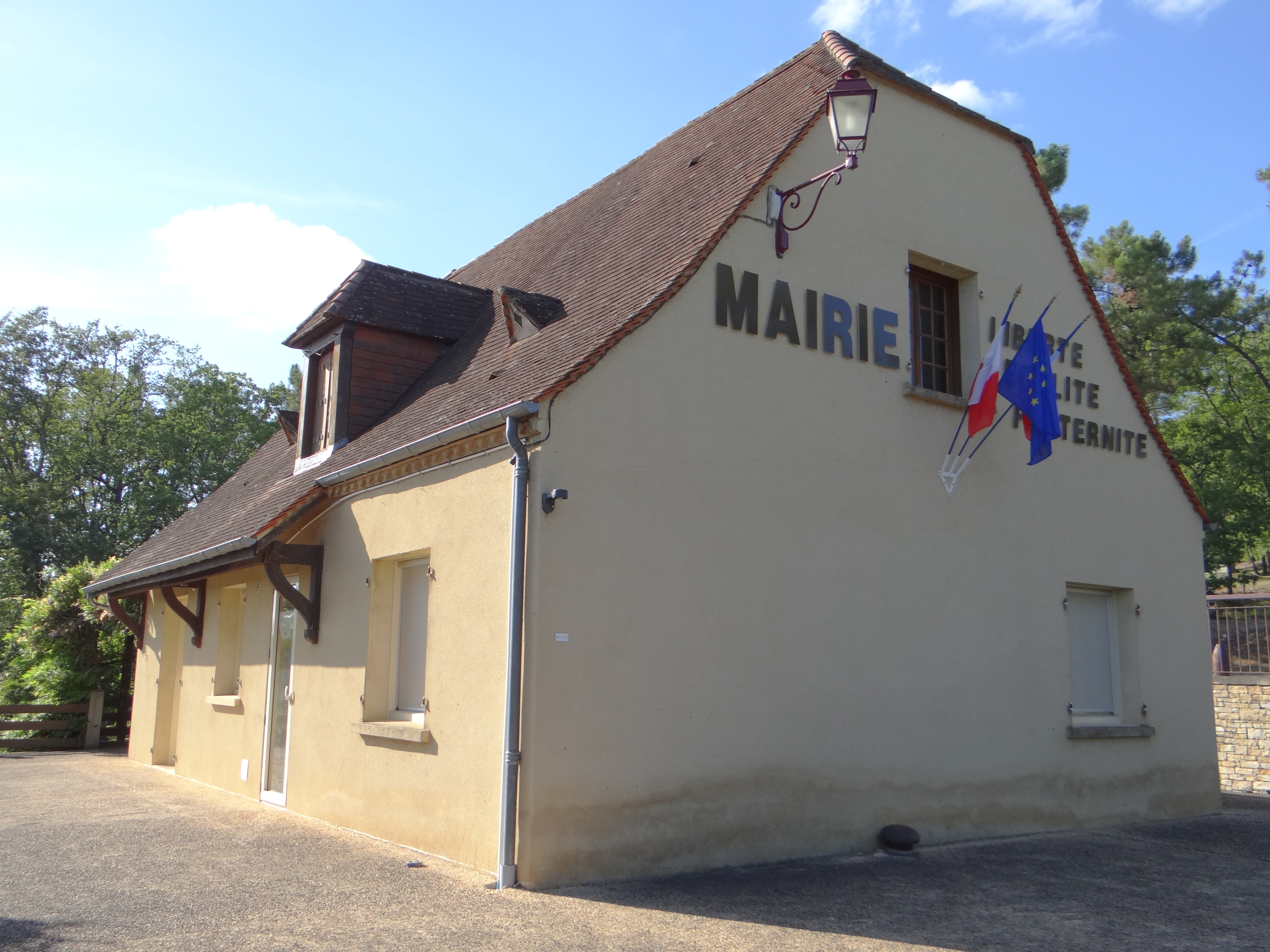
Мэрия
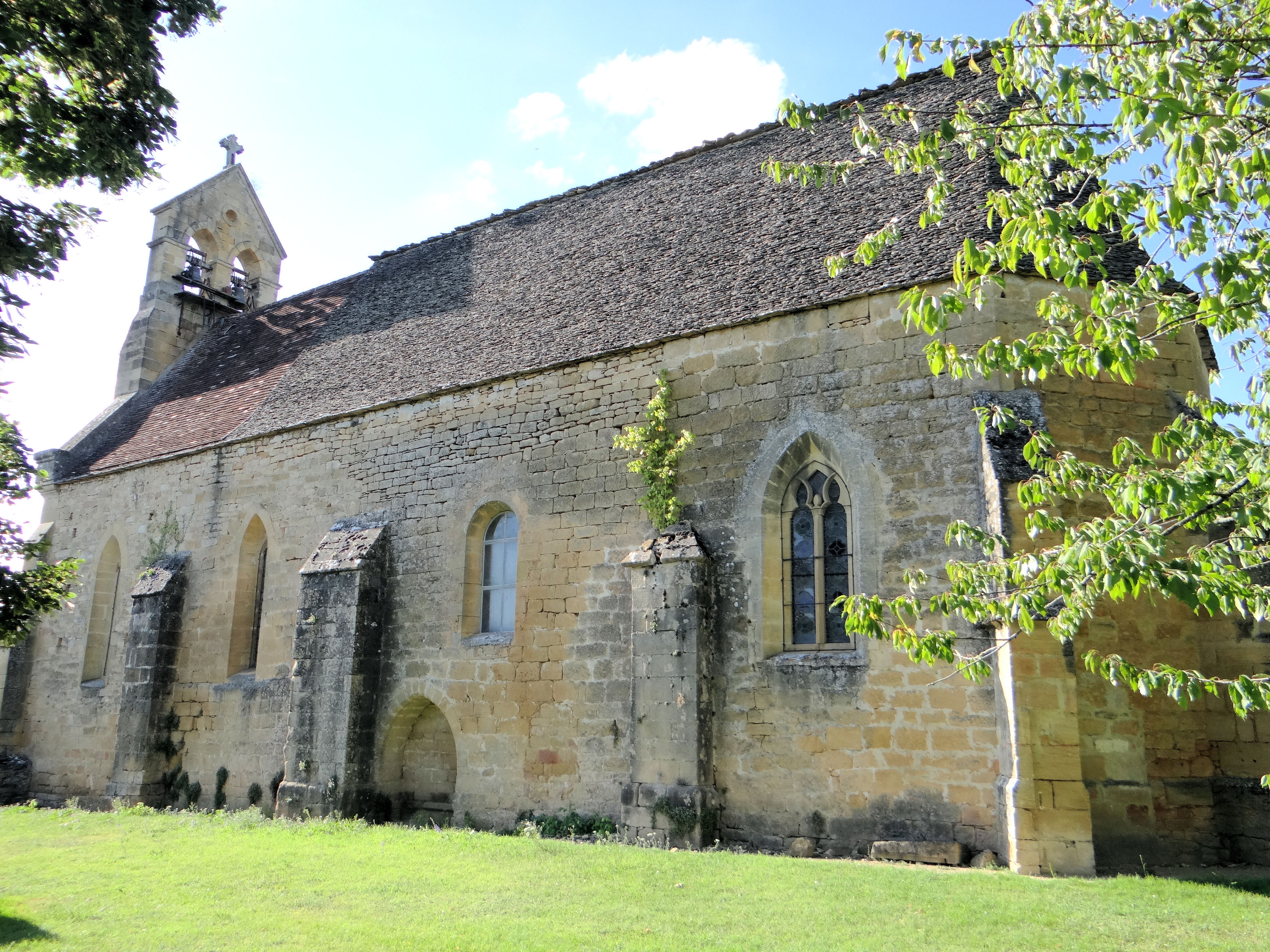
Церковь Св. Андрея
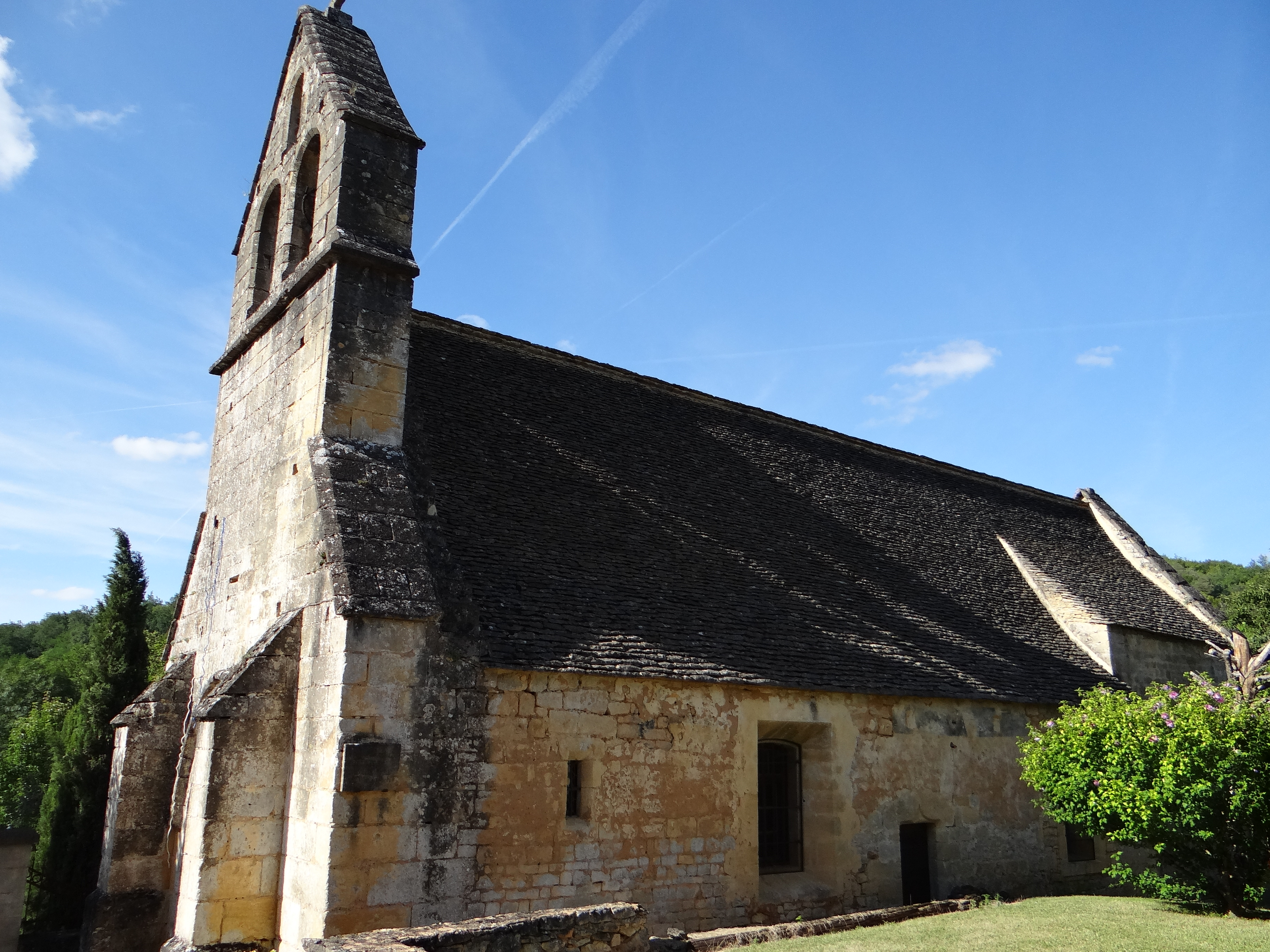
Церковь Св. Варфоломея
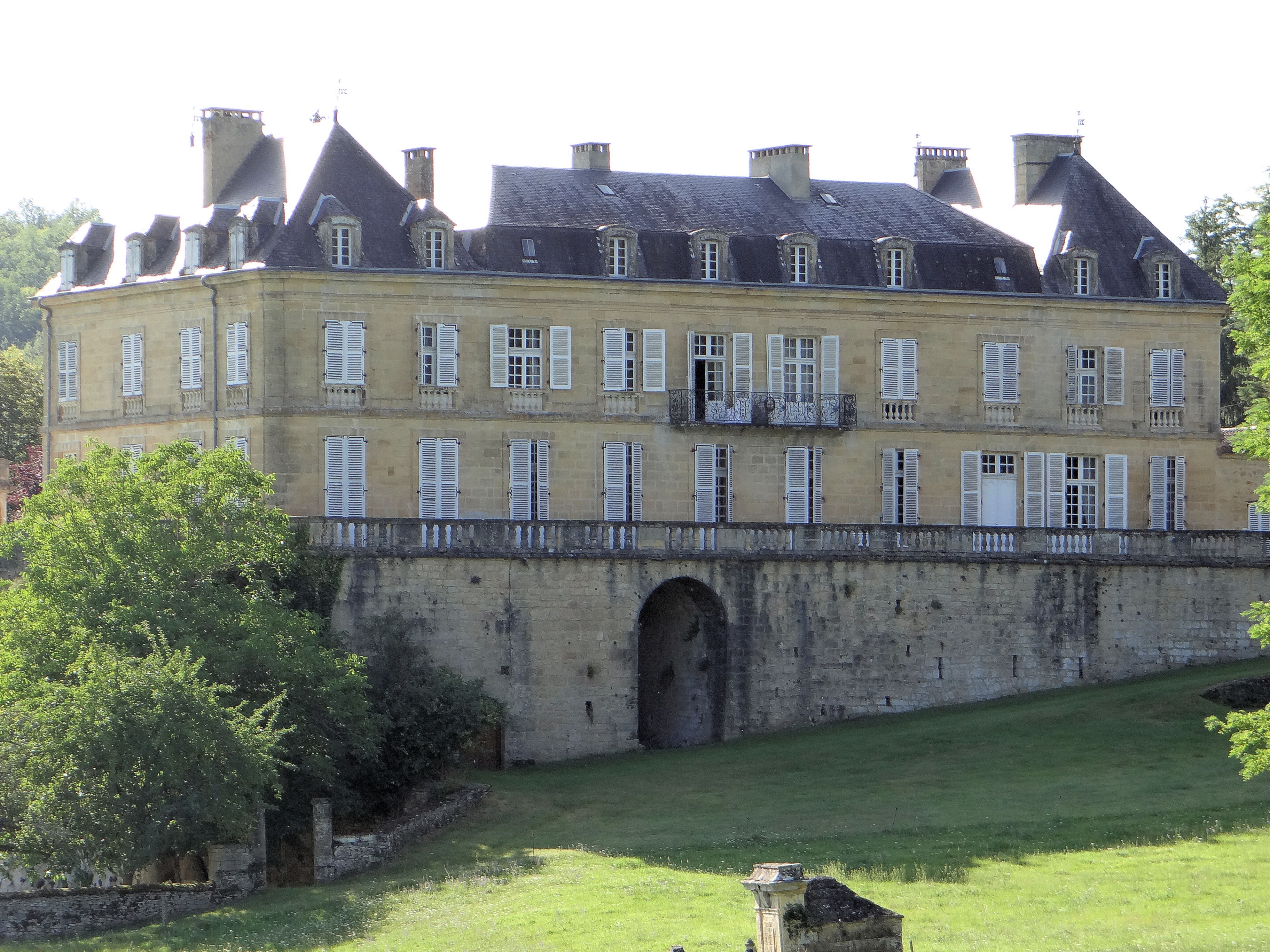
Замок Рок
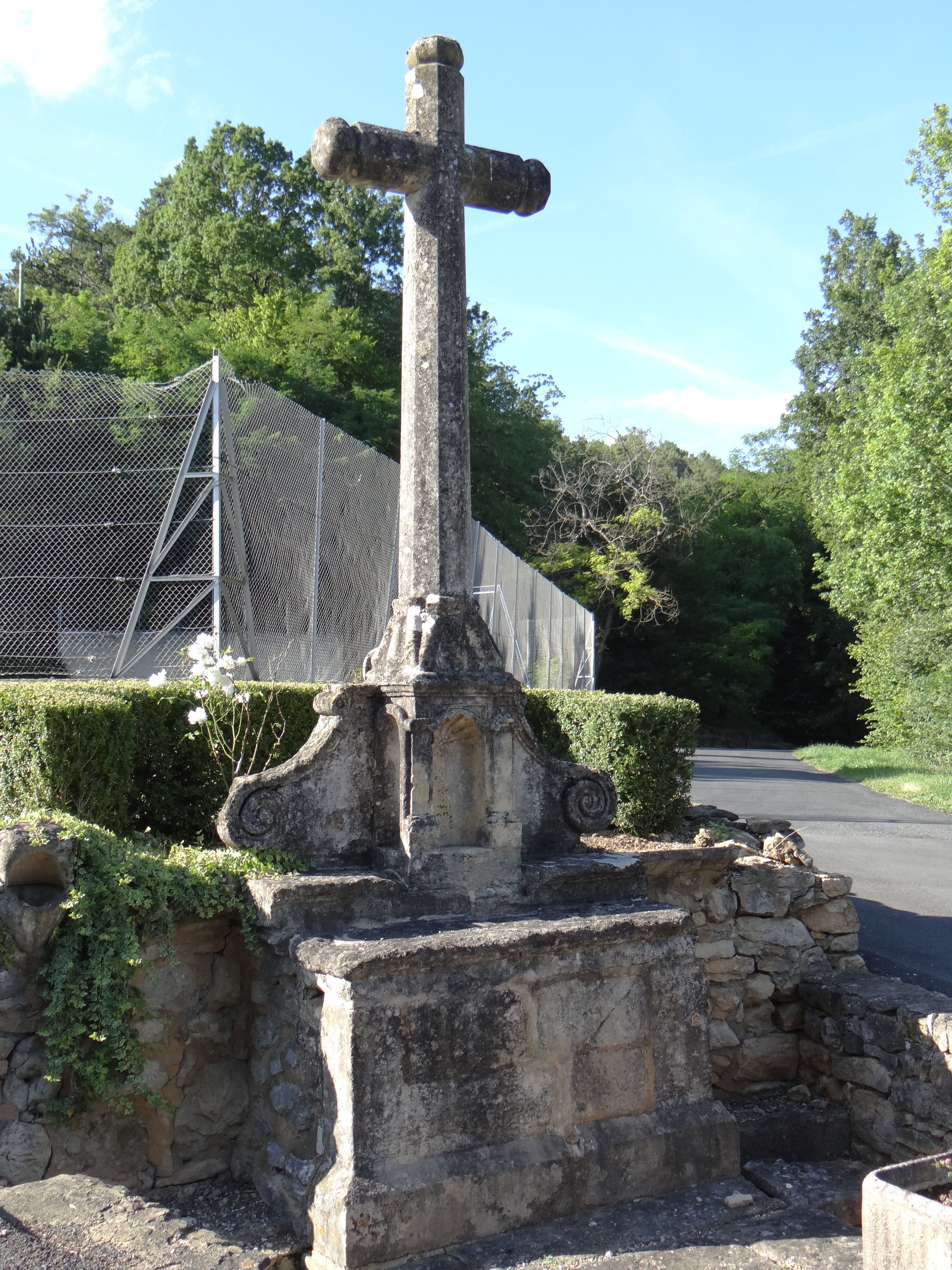
Крест Лассань
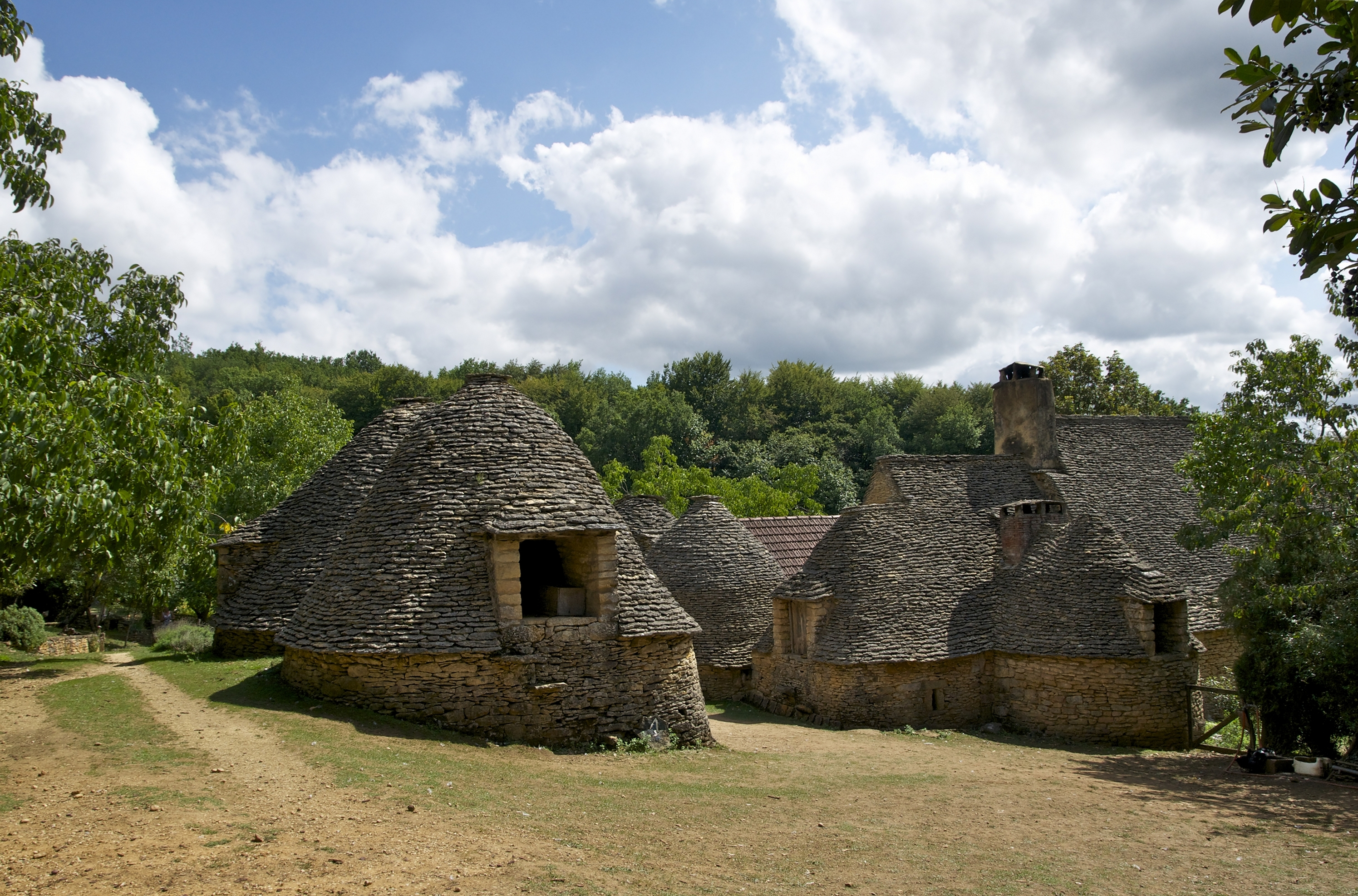
Деревня Брёй из хижин сухой кладки